# Delos
Delos (/ˈdiːlɒs/; tiếng Hy Lạp: Δήλος [ˈðilos]; Attic: Δῆλος, Doric: Δᾶλος) là một hòn đảo nằm ở trung tâm của quần đảo Cyclades gần Mykonos thuộc vùng Nam Aegea của Hy Lạp. Đây là một trong những địa điểm thần thoại, lịch sử và khảo cổ quan trọng nhất ở Hy Lạp. Các cuộc khai quật trên đảo là một trong những khu vực được khai quật rộng lớn nhất khu vực Địa Trung Hải. Nhiều hiện vật được tìm thấy hiện đang trưng bày tại Bảo tàng Khảo cổ Delos và Bảo tàng Khảo cổ Quốc gia Hy Lạp.
Hòn đảo có vị trí như là một thánh địa trong một thiên niên kỷ trước khi thần thoại Hy Lạp Olympia biến nó thành nơi sinh ra của hai vị thần Apollo và Artemis. Ngày nay, các địa điểm khảo cổ trên đảo được UNESCO công nhận là Di sản thế giới từ năm 1990.

## Thần thoại Hy Lạp
Đảo Delos là nơi cặp song sinh Apollo và Artemis được sinh ra trong thần thoại Hy Lạp. Leto là một nữ thần thuộc dòng dõi Titan, nàng đã mang thai sau một cuộc tình với thần Zeus. Chẳng bao lâu sau, nữ thần Hera biết chuyện liền nổi cơn thịnh nộ, ra lệnh cho mãng xà Python giết chết Leto. Leto chạy trốn đến bờ biển và được thần biển cả Poseidon đưa đến một đảo hoang. Tại đây, Leto đã hạ sinh một cặp song sinh là Apollo và Artemis. Apollo là thần Mặt Trời còn Artemis là nữ thần Mặt Trăng. Đây là hai vị thần quan trọng của Ólempus. Hòn đảo đó được thần Zeus đặt tên là "Delos" (Đảo Ánh Sáng).

## Lịch sử
Điều tra các túp lều đá cổ được tìm thấy trên đảo cho thấy, hòn đảo đã có người ở kể từ thiên niên kỷ thứ 3 trước Công nguyên. Nhà sử học Thucydides xác định các cư dân nguyên thủy như cướp biển Caria đã bị vua Minos của Crete trục xuất khỏi đảo. Trong sử thi Odýsseia, hòn đảo nổi tiếng là nơi sinh của hai vị thần song sinh Apollo và Artemis, mặc dù dường như có một số nhầm lẫn về nơi sinh của Artemis là Delos hoặc Ortygia. Từ năm 900 đến 100 TCN, Delos linh thiêng trở thành một trung tâm giáo phái lớn, nơi có dấu hiệu của thần Dionysos cũng như Titan Leto, mẹ của các vị thần sinh đôi nói trên. Suy cho cùng có được ý nghĩa tôn giáo Chủ nghĩa dân tộc Hy Lạp, Delos lúc đầu là một cuộc hành hương tôn giáo cho những người Ionia.
Một số sự "thanh tẩy" đã được thực hiện bởi chính quyền thành phố Athens trong nỗ lực làm cho hòn đảo phù hợp với sự thờ phụng của các vị thần hơn. Lần đầu tiên là vào thế kỷ 6 TCN, khi Peisistratos ra lệnh đào tất cả các ngôi mộ trong tầm nhìn của ngôi đền lên và các hài cốt được chuyển đến một hòn đảo gần đó. Vào thế kỷ 5 TCN, Chiến tranh Peloponnesus dưới sự chỉ đạo của Người có uy tín của Delphi, tất cả các xác chết đã đuơc dưa ra khỏi hòn đảo. Sau đó, người ta đã ra lệnh rằng, không ai được phép chết hoặc sinh con trên đảo do tầm quan trọng thiêng liêng của nó và để duy trì tính trung lập của hòn đảo trong thương mại, và không ai trên đảo có quyền đòi thừa kế.
Sau chiến tranh Ba Tư, hòn đảo trở thành nơi gặp gỡ của Liên minh Delian được thành lập vào năm 478 trước Công nguyên.  Kho bạc chung của Liên minh cũng được giữ ở đây cho đến năm 454 trước Công nguyên khi Pericles chuyển nó đến Athens.
Hòn đảo không thể sản xuất được lương thực, sợi hay gỗ mà chỉ phụ thuộc vào việc nhập khẩu. Nguồn nước hạn chế được khai thác nhờ bể chứa và hệ thống thủy lợi, giếng, cống thoát nước. Tại các khu vực khác nhau là những Agora như là một thị trường. Nhà sử học Strabo đã nói rằng, người La Mã đã chuyển đổi Delos thành một cảng tự do vào năm 166 trước Công nguyên, điều này được thúc đẩy một phần bằng việc tìm cách làm tổn hại thương mại của Rhodes, lúc bấy giờ là mục tiêu thù địch của La Mã. Vào năm 167 hoặc 166 TCN, sau chiến thắng của người La Mã trong Chiến tranh Macedonia lần thứ ba, Cộng hòa La Mã đã nhượng lại Delos cho người Athens, những người đã bị trục xuất hầu hết là cư dân nguyên thủy. Các thương nhân La Mã đã đến để mua hàng chục ngàn nô lệ bị cướp biển Cilician bắt hoặc bị bắt trong các cuộc chiến sau khi đế quốc Seleucid tan rã. Nó trở thành trung tâm buôn bán nô lệ, với quy mô lớn nhất trong khu vực.
Trận Corinth cho phép Delos ít nhất đảm nhận một phần vai trò của Corinth như là trung tâm thương mại hàng đầu của Hy Lạp. Tuy nhiên, sự thịnh vượng thương mại, hoạt động xây dựng và dân số của Delos suy yếu đáng kể sau khi hòn đảo bị Mithridates VI của Pontos tấn công vào năm 88 và 69 trước Công nguyên, trong Chiến tranh Mithridatic với Roma. Trước khi kết thúc thế kỷ thứ 1 TCN, các tuyến thương mại đã thay đổi và Pozzuoli thay thế Delos trở thành trung tâm thương mại giữa Ý với phương Đông và là một trung tâm giáo phái lớn. Delos dần suy yếu, cùng với việc nguồn thức ăn, nước uống không đủ, cộng đồng bản địa tự cung tự cấp khiến hòn đảo dần dần không có người ở sau một thời gian.
Từ năm 1872, hòn đảo được khai quật, khu phức hợp gồm các tòa nhà có thể so sánh được với Delphi và Olympia. Năm 1990, UNESCO đã công nhận Delos là Di sản thế giới như là địa điểm khảo cổ đặc biệt, rộng lớn và phong phú, truyền tải hình ảnh của một thương cảng Địa Trung Hải vĩ đại.

## Hình ảnh

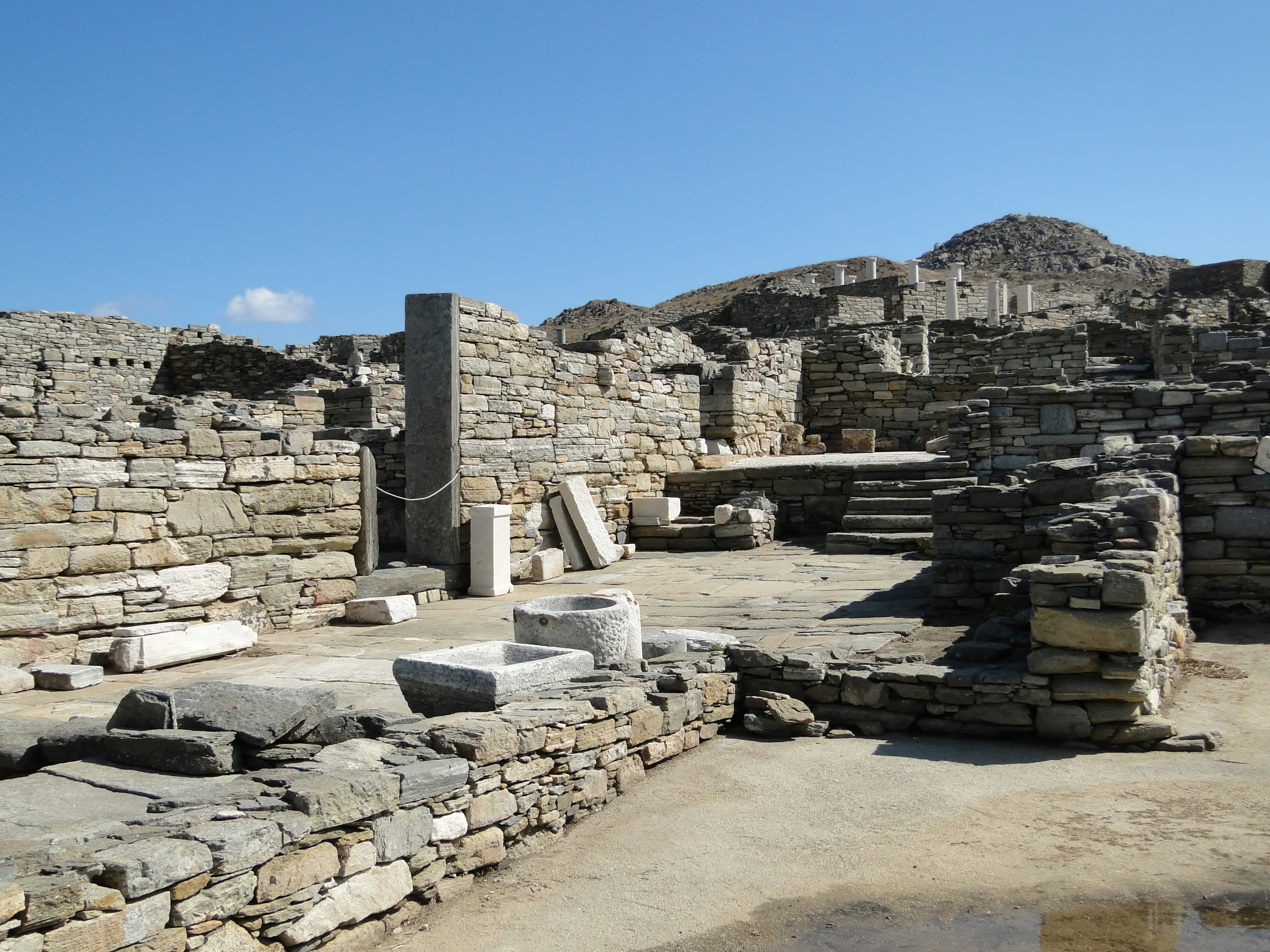
Phần của nhà hát
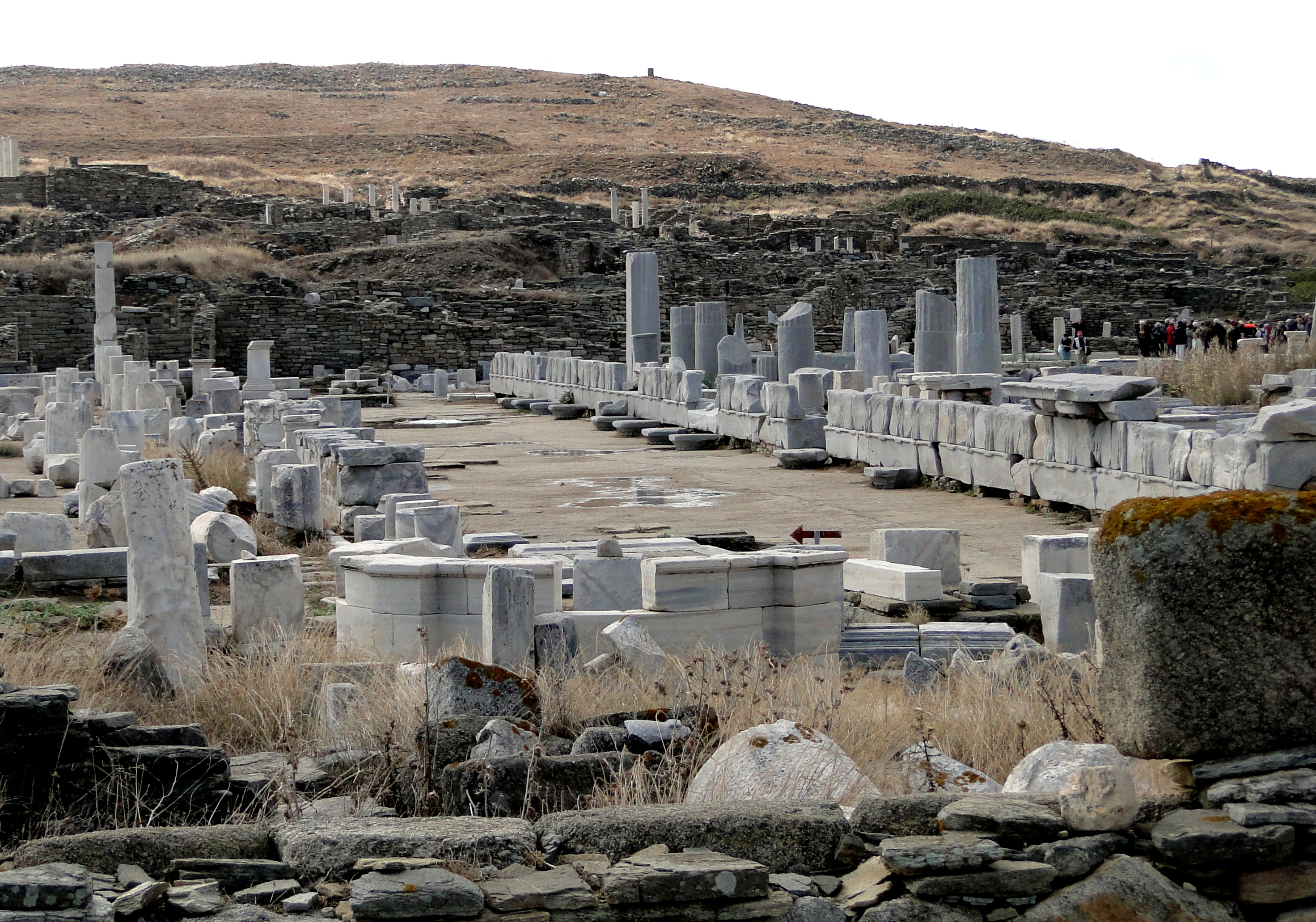
Con đường thiêng liêng
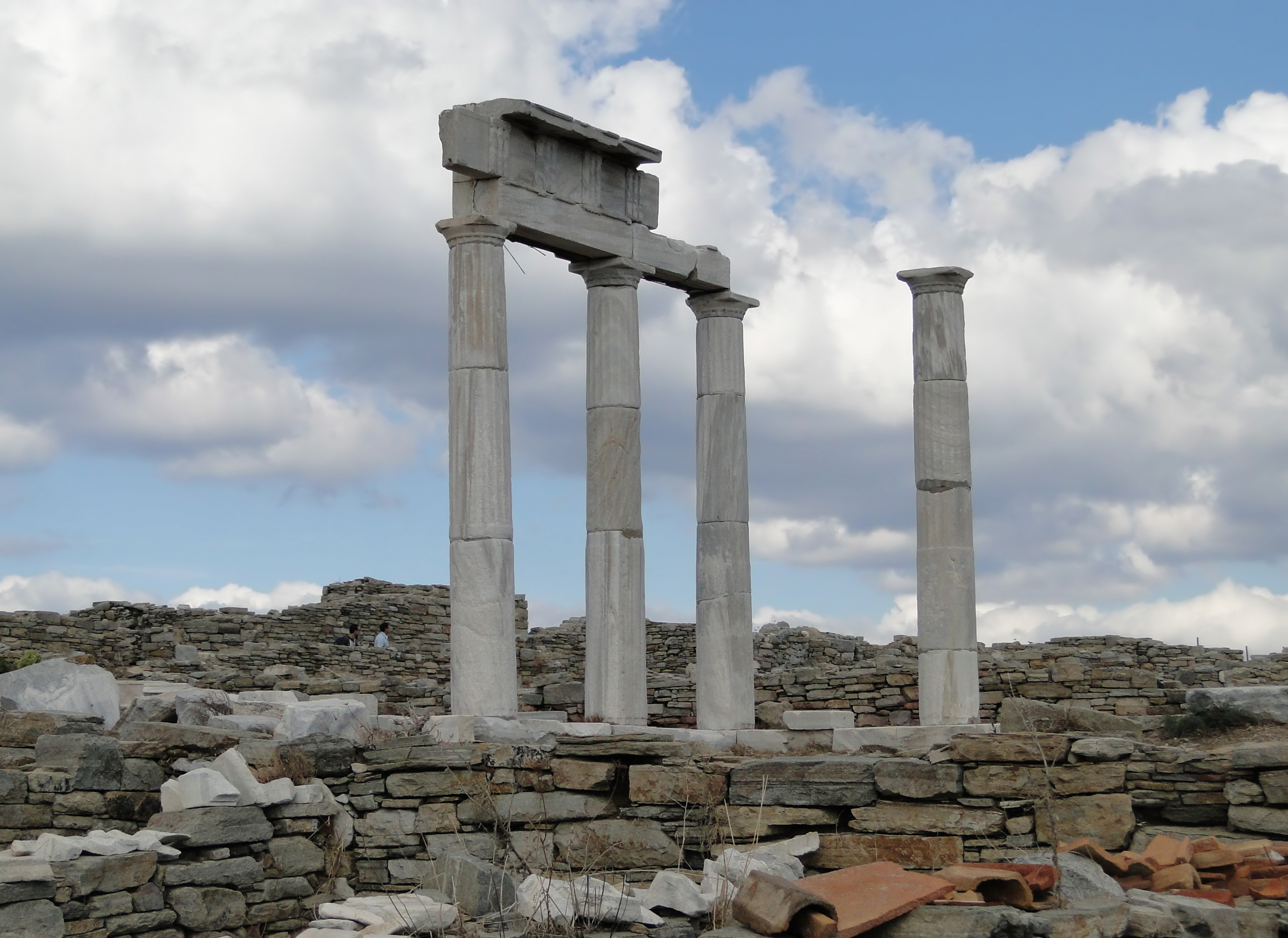
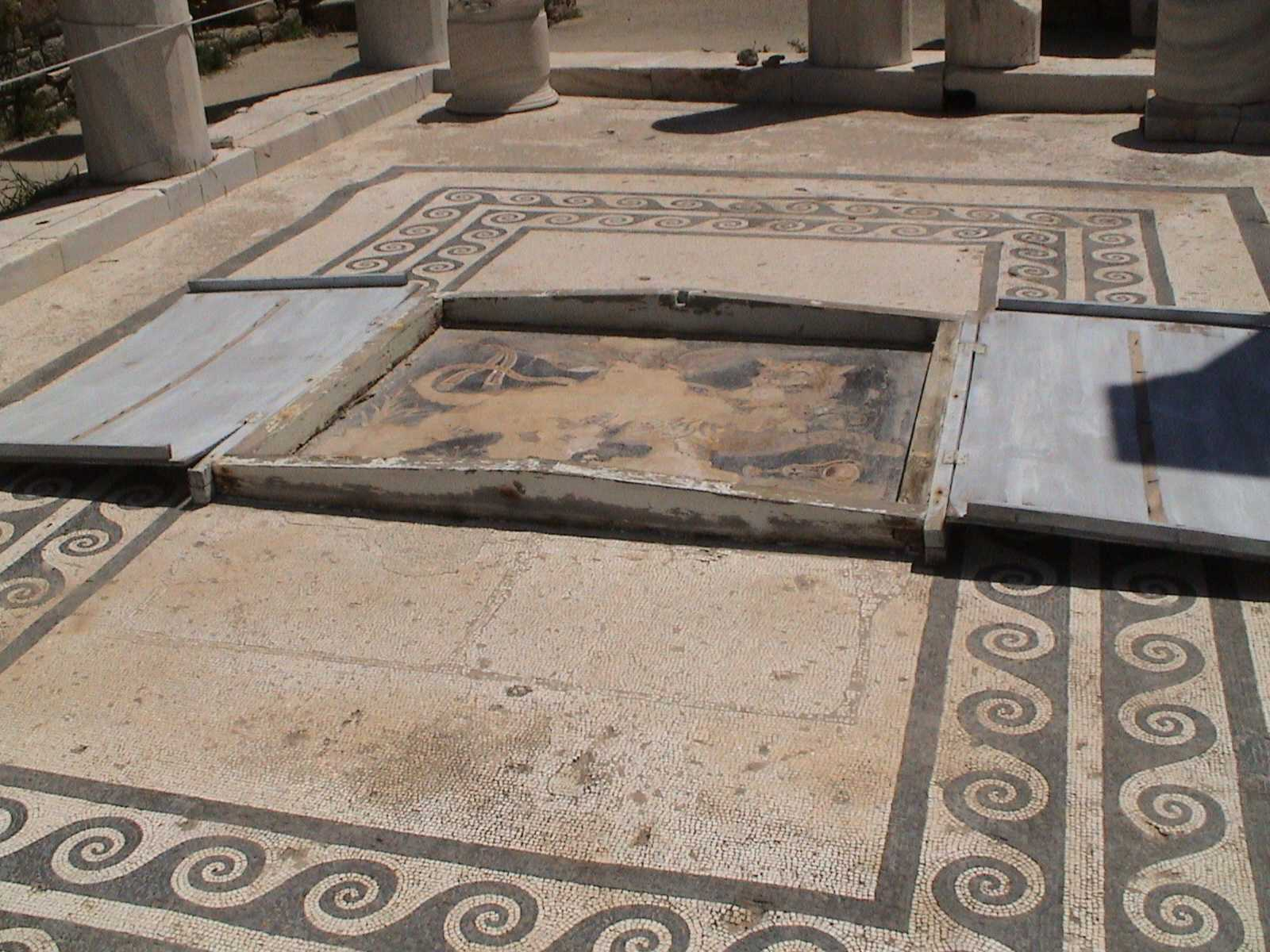
Tranh khảm tại Delos
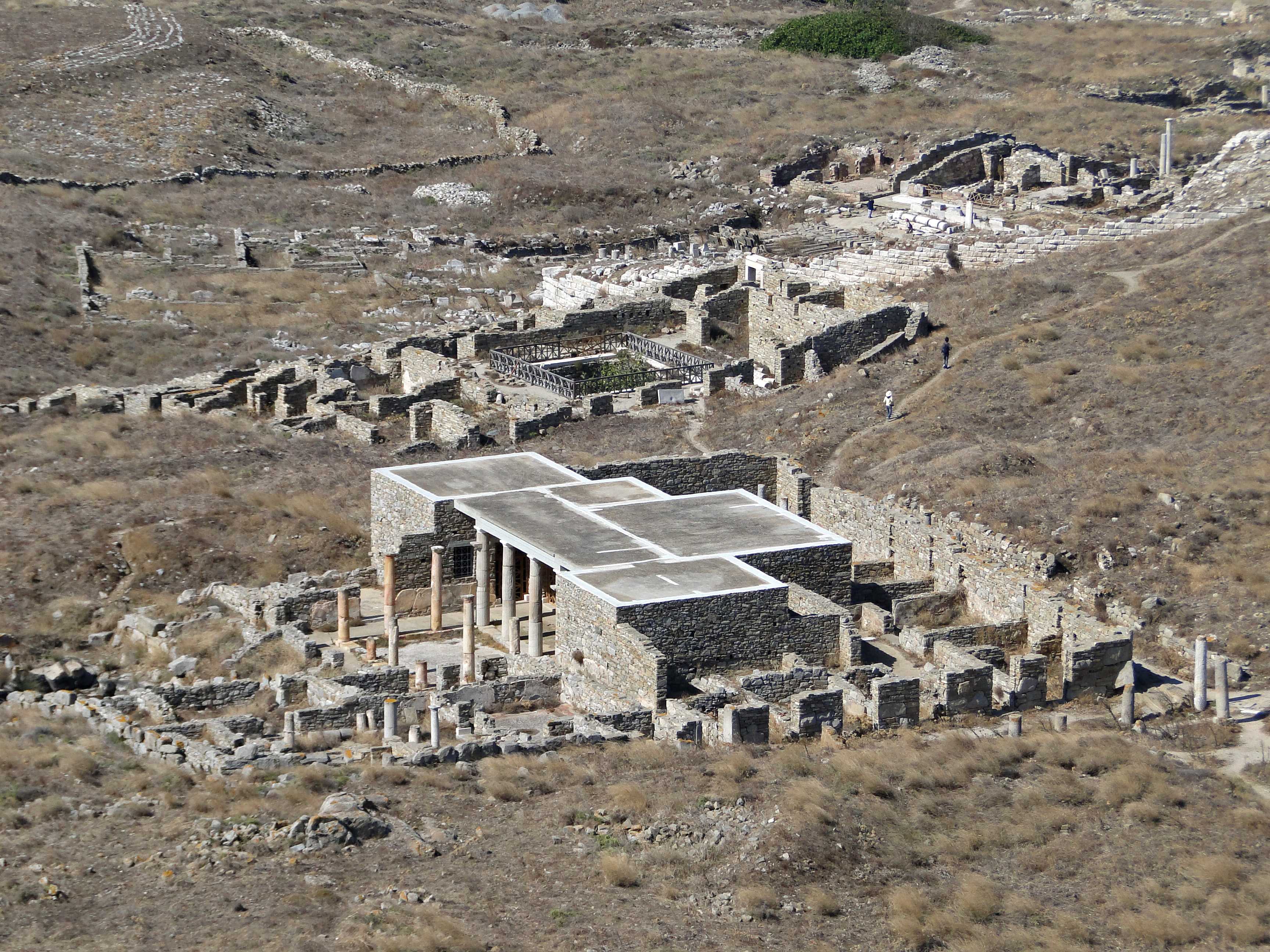
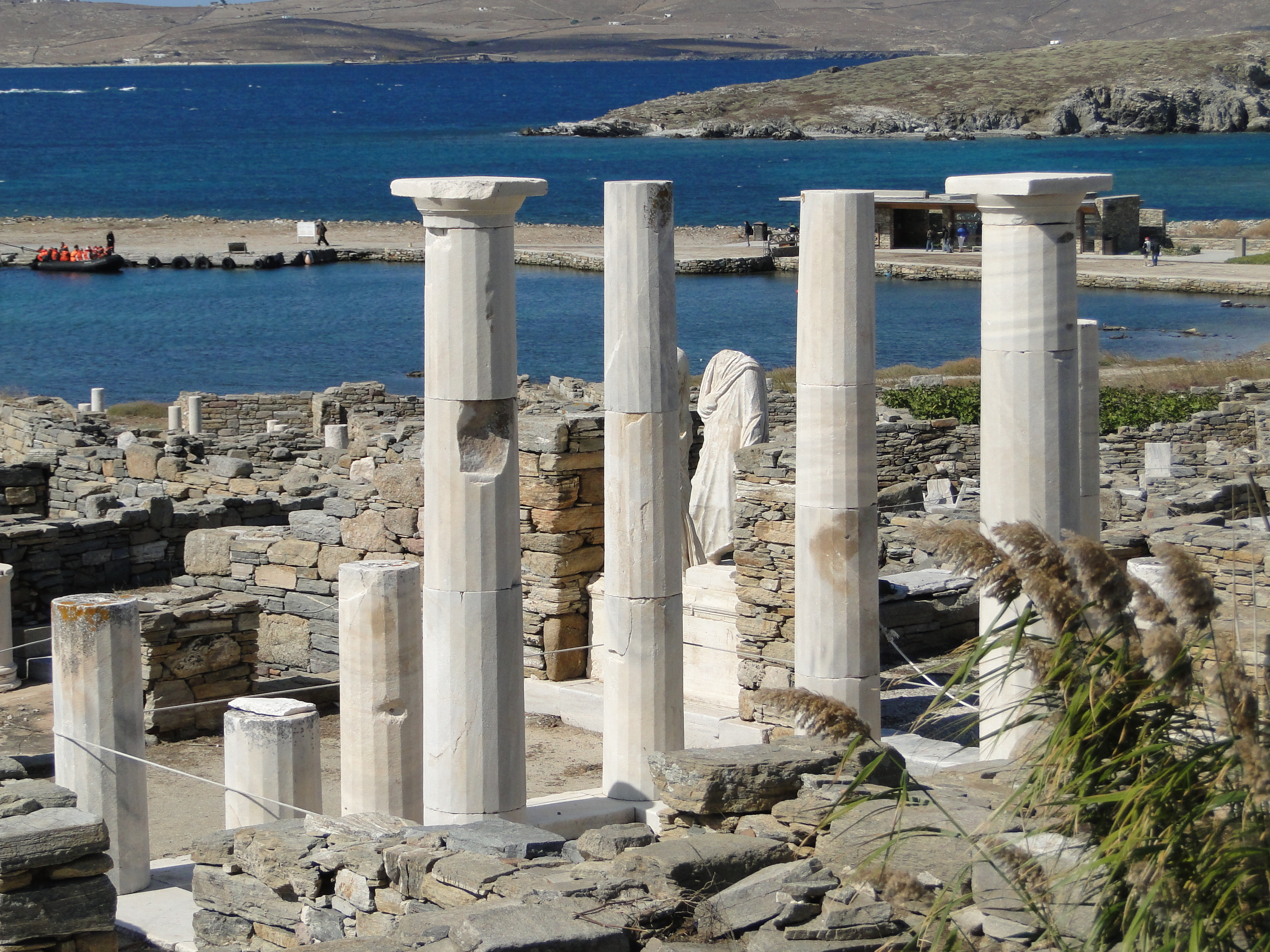
Nhà của Cleopatra
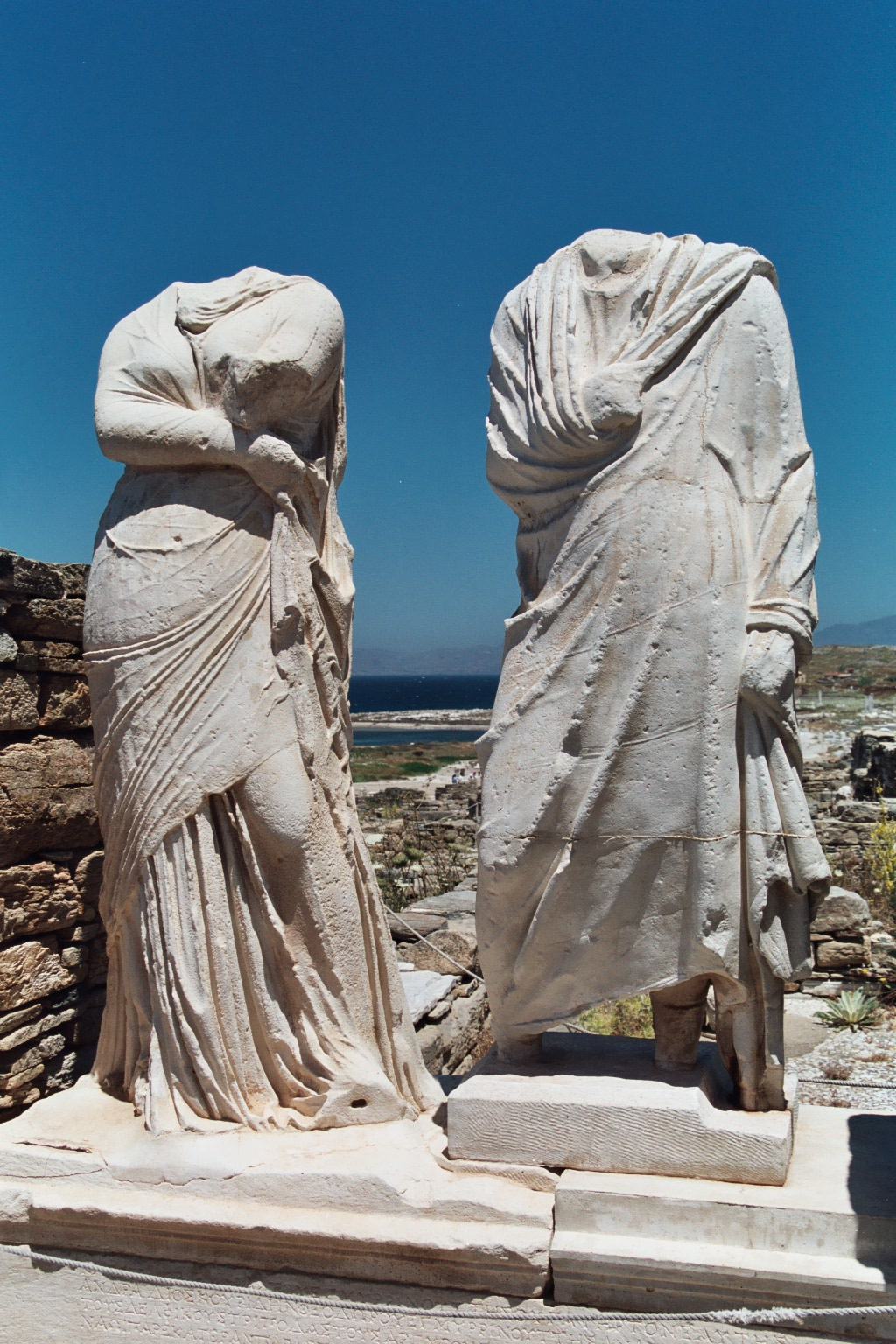
Tượng tại Nhà của Cleopatra
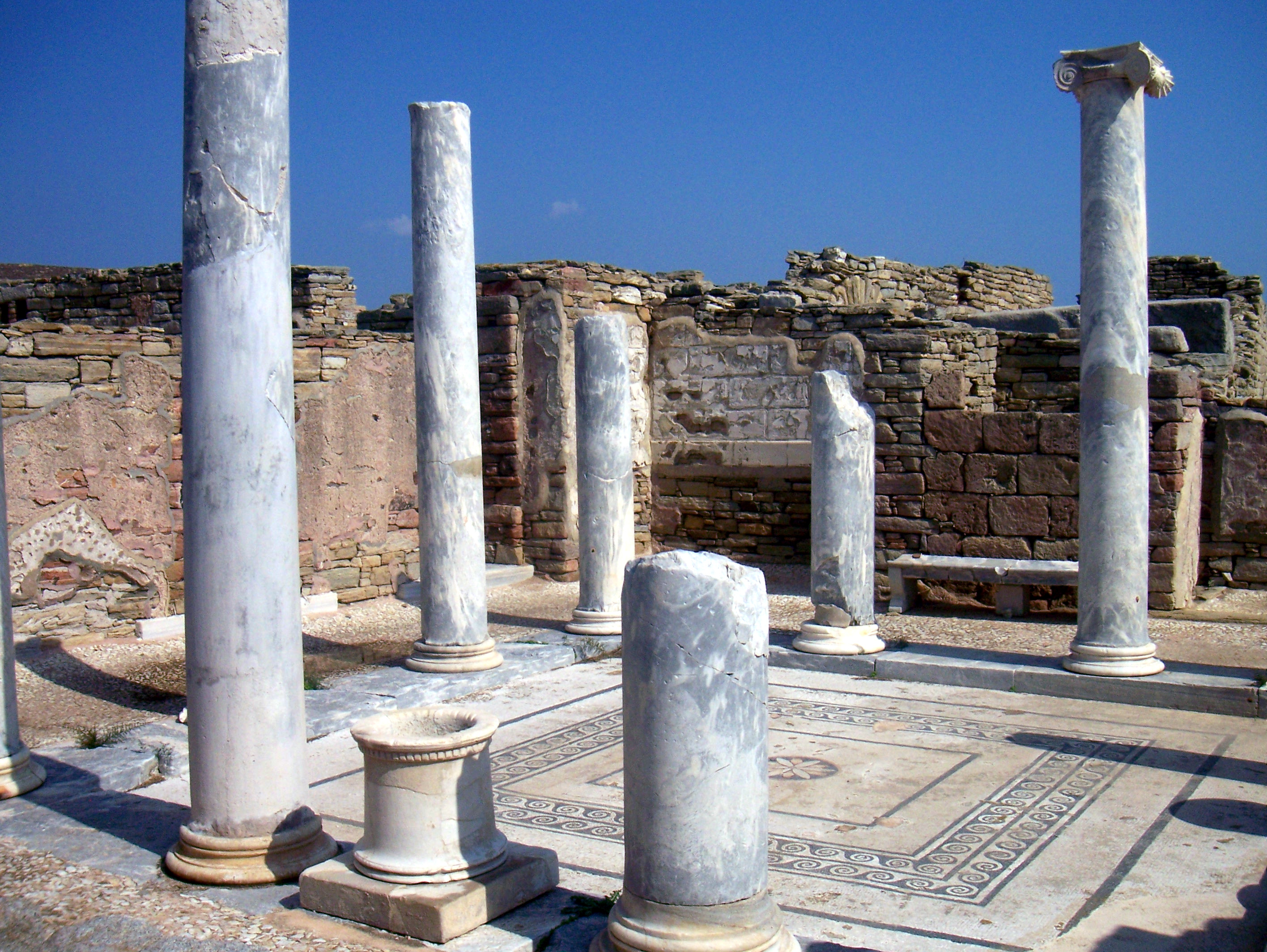
Ngôi nhà của hồ
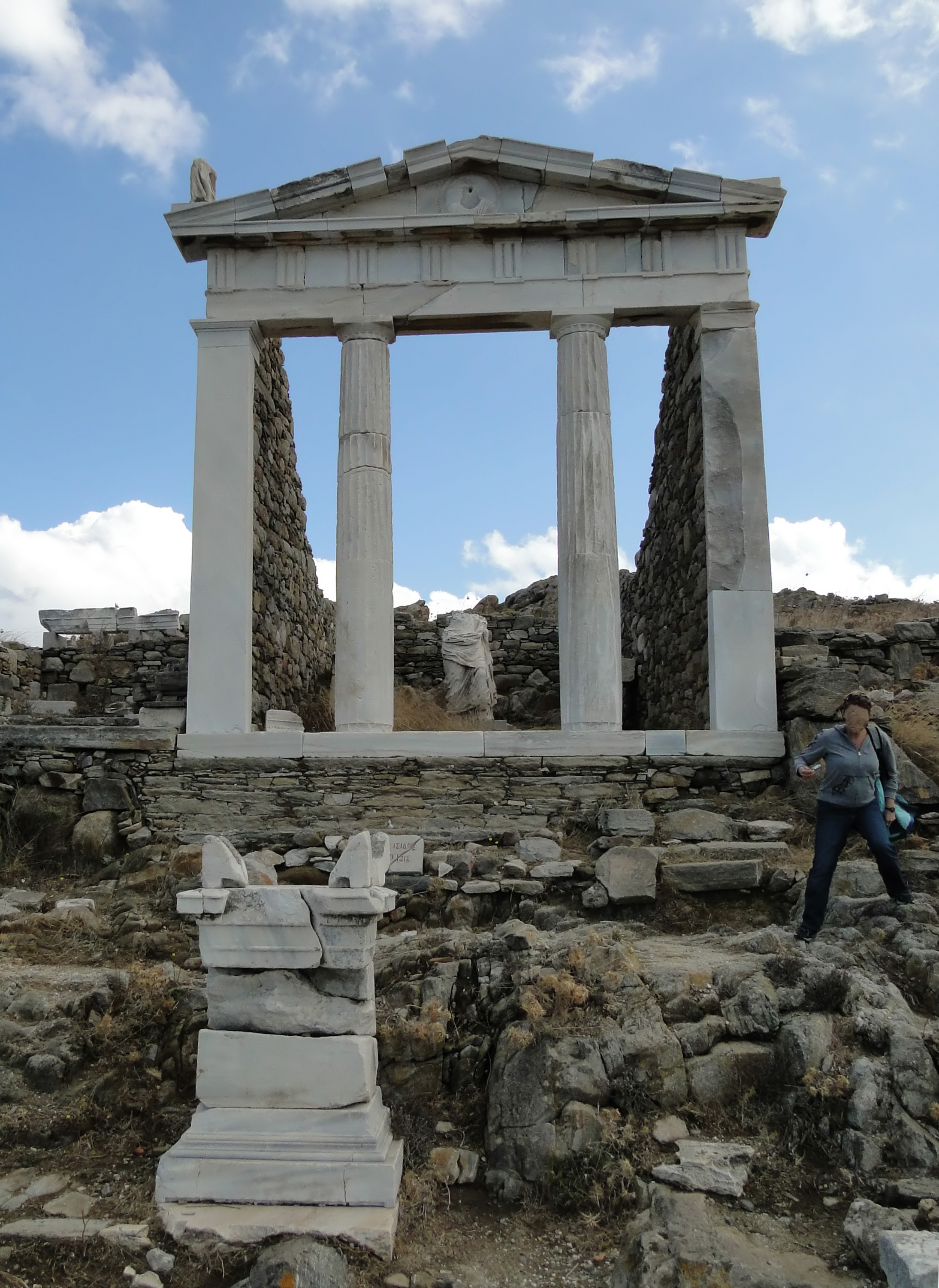
Đền thờ Isis
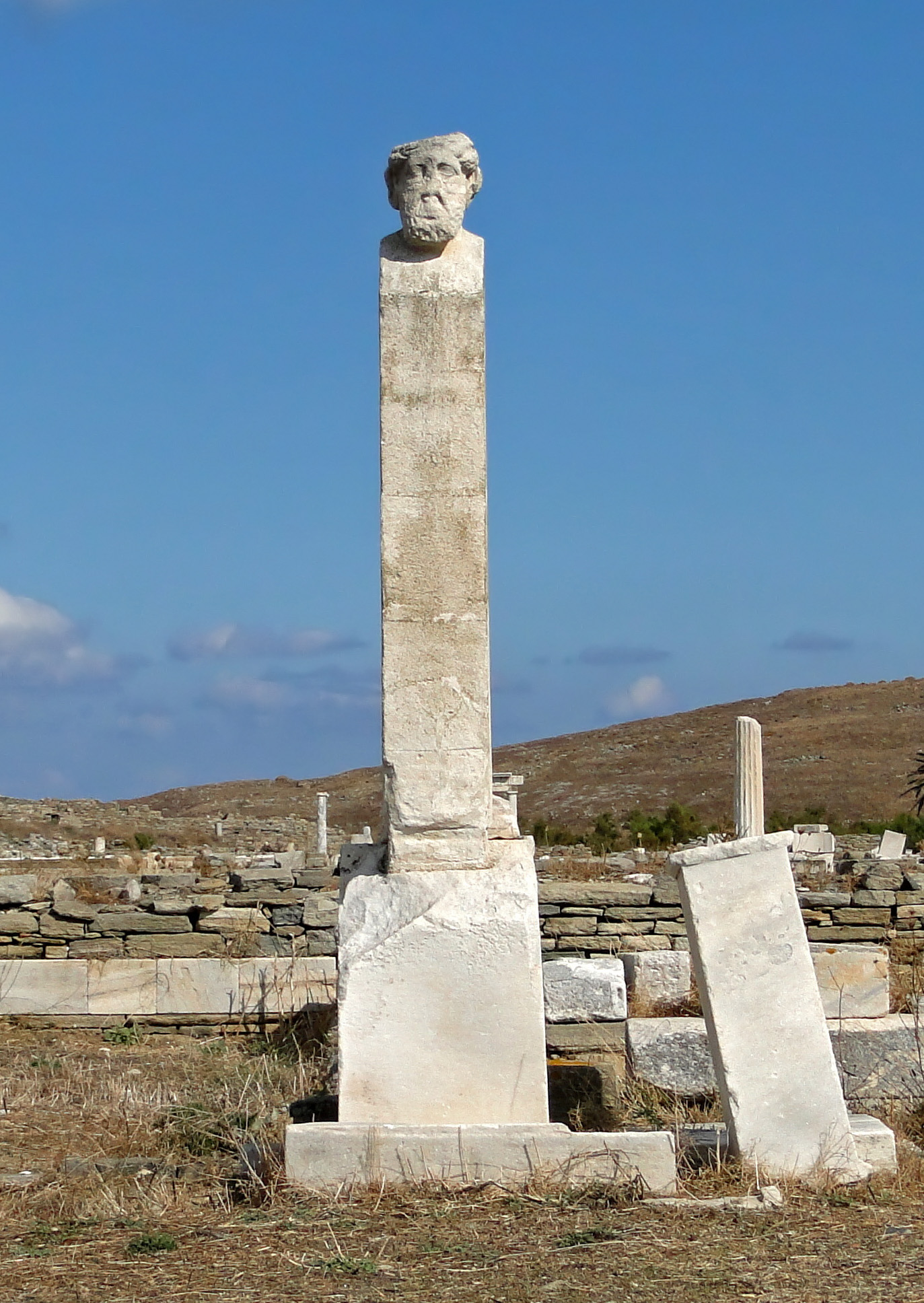
Bức tượng bán thân của Hermes
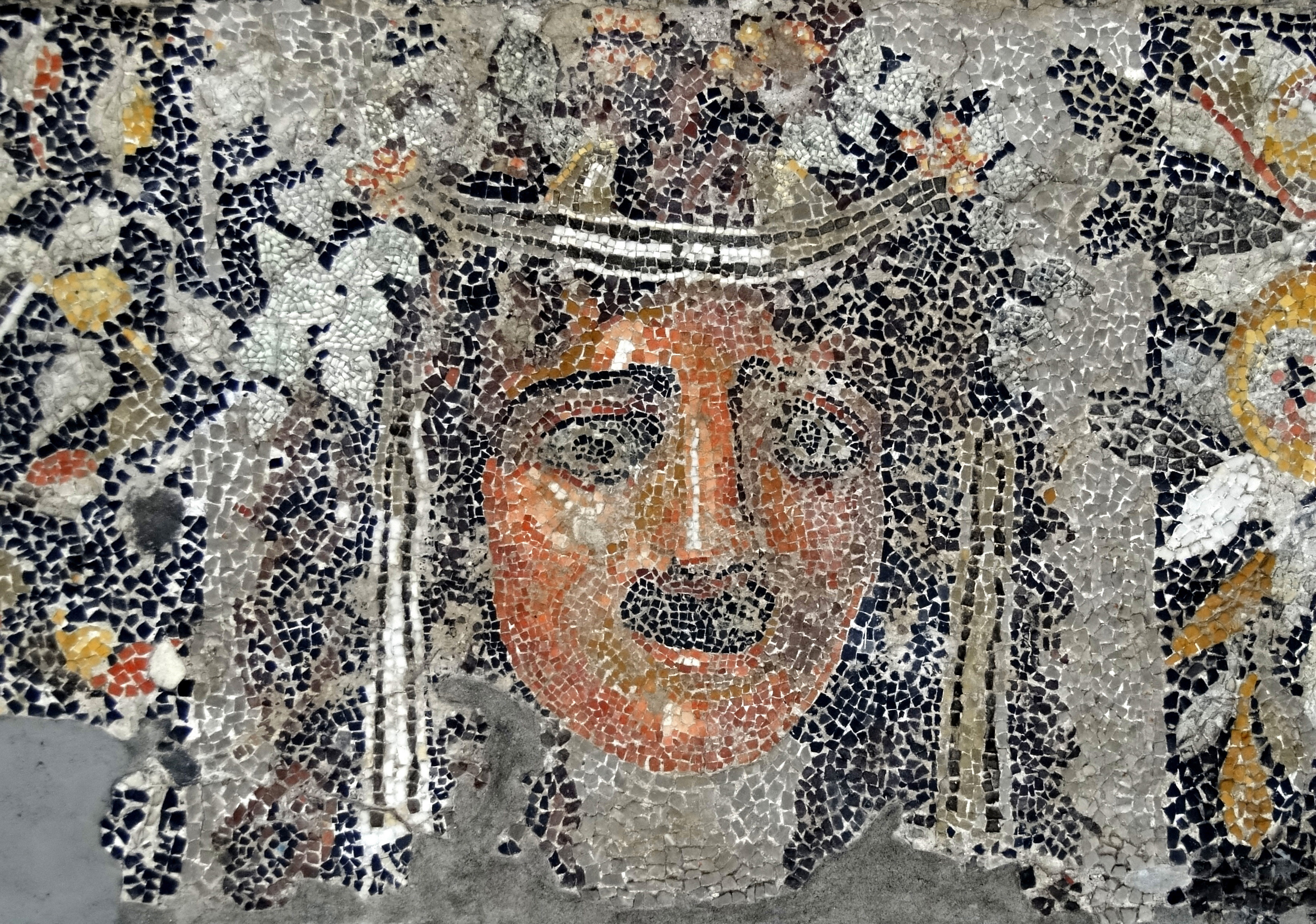
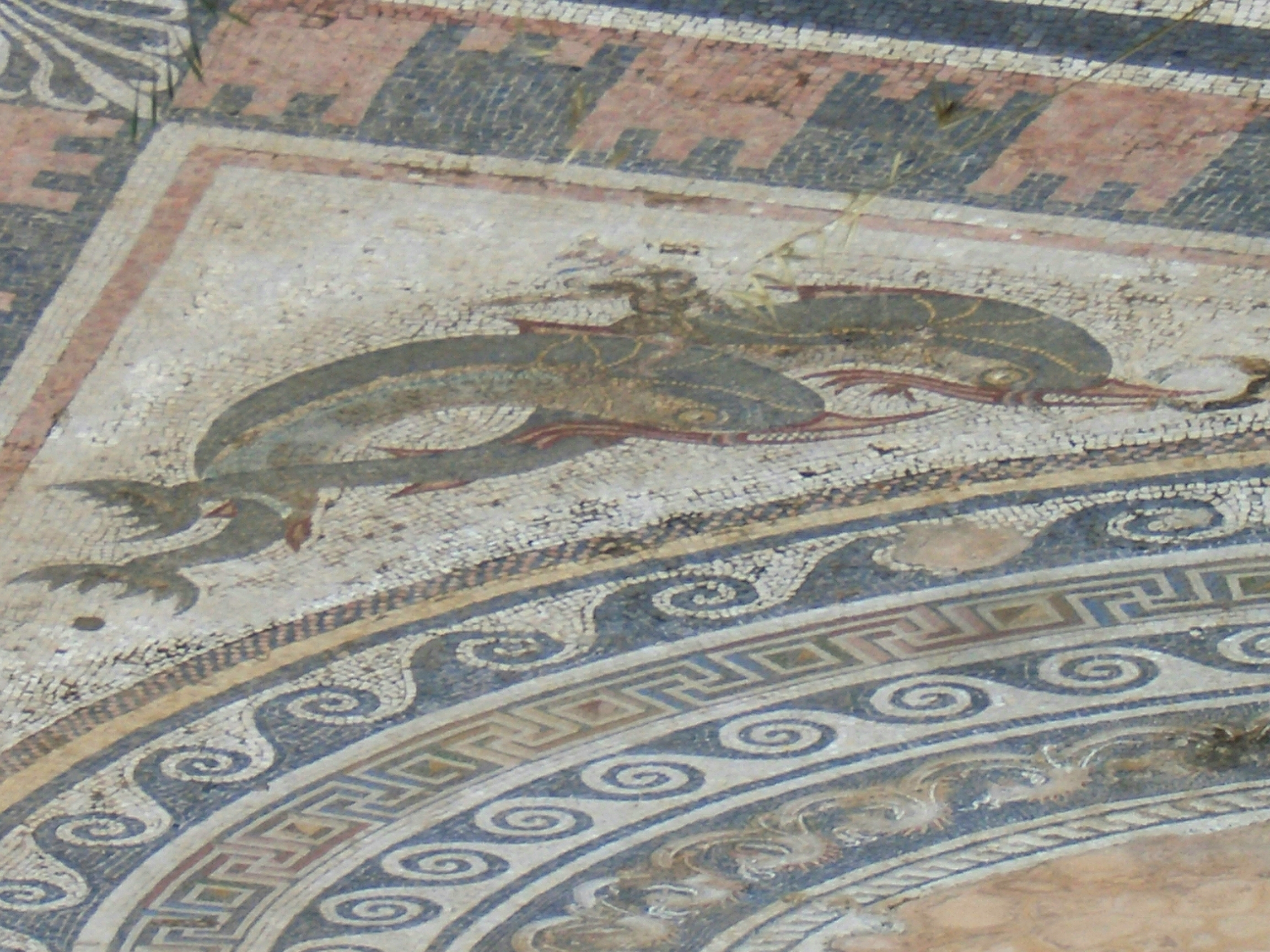
[[Mosaics of Delos|
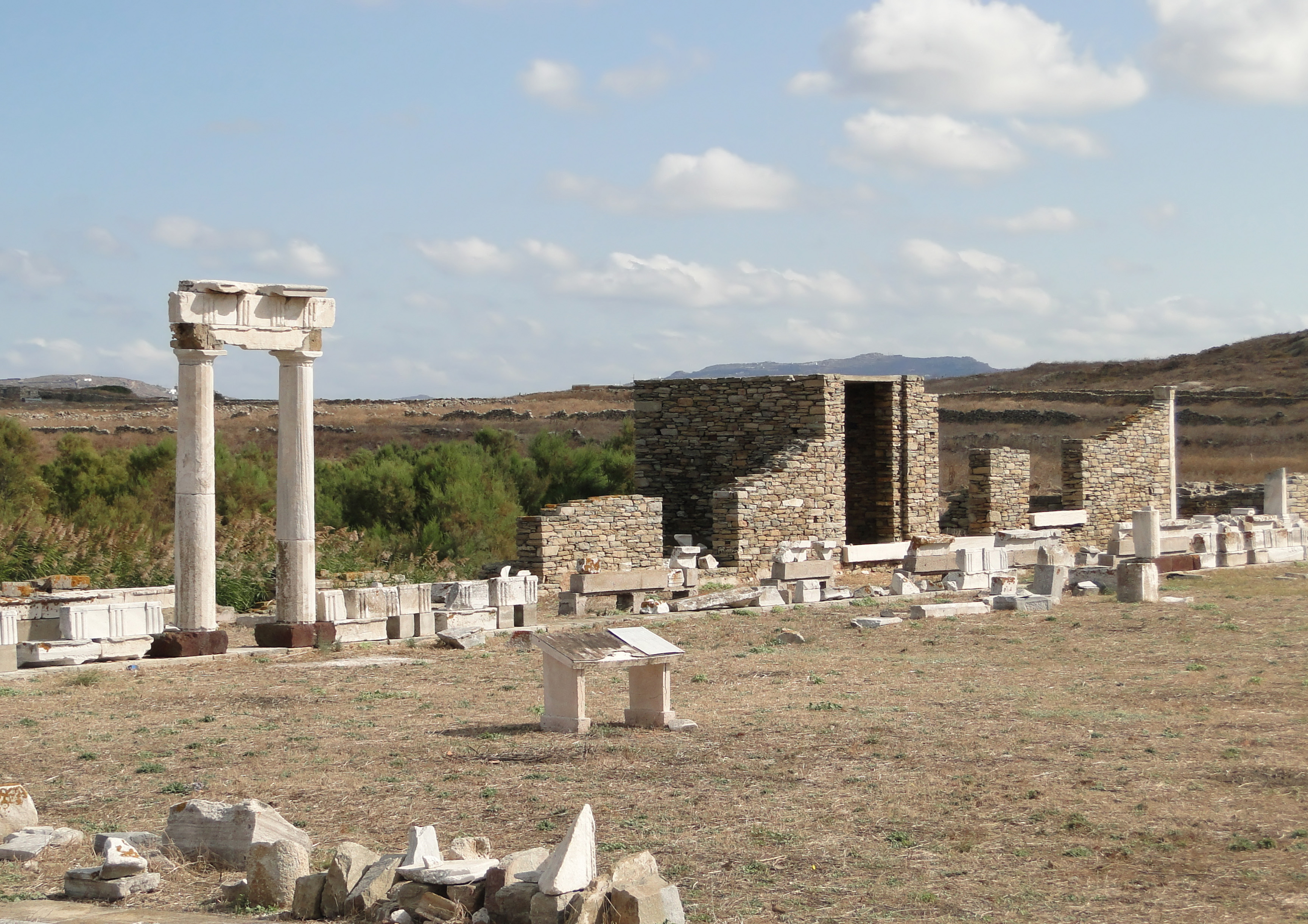
Agora của người La Mã
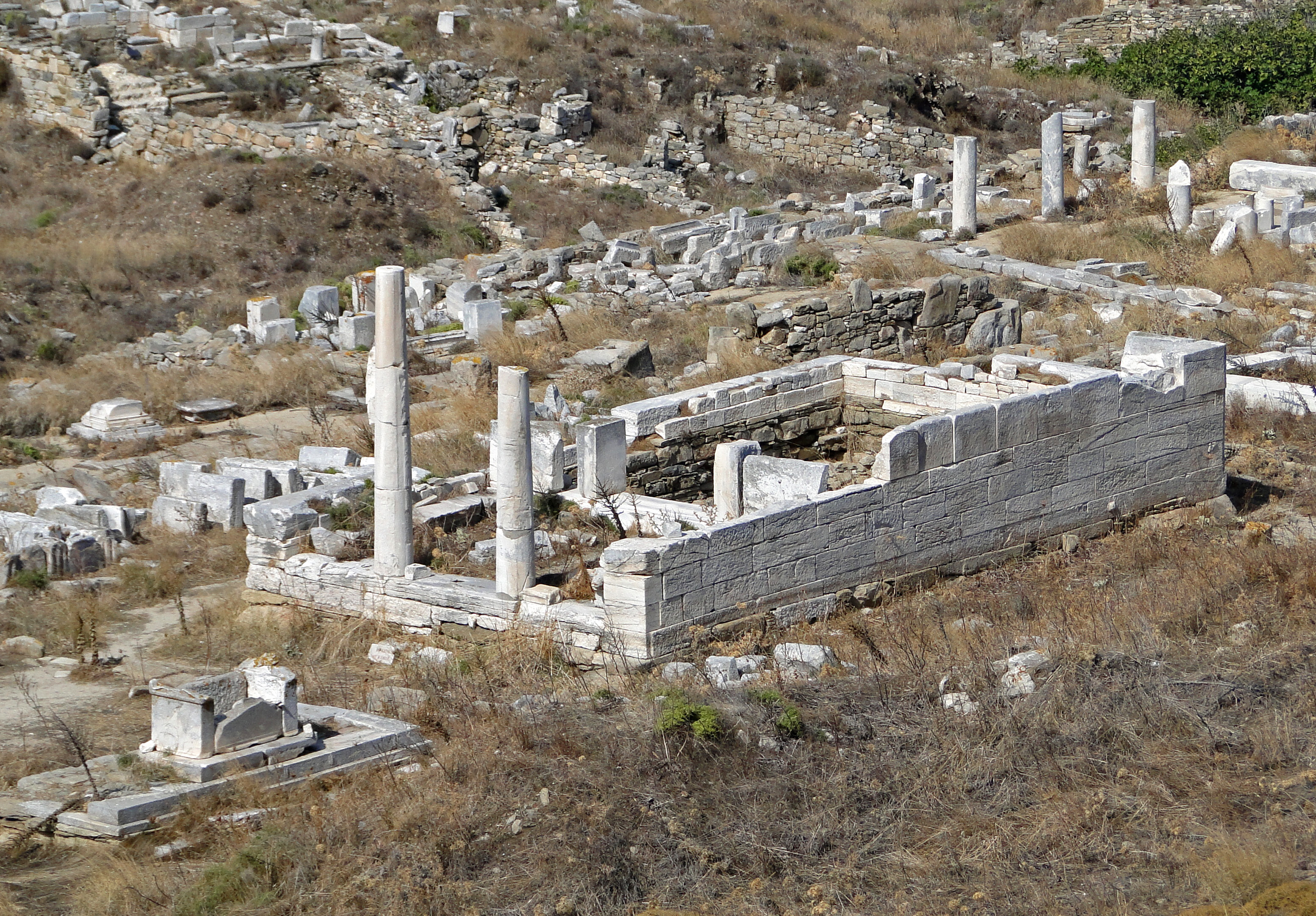
Dền thờ Hera
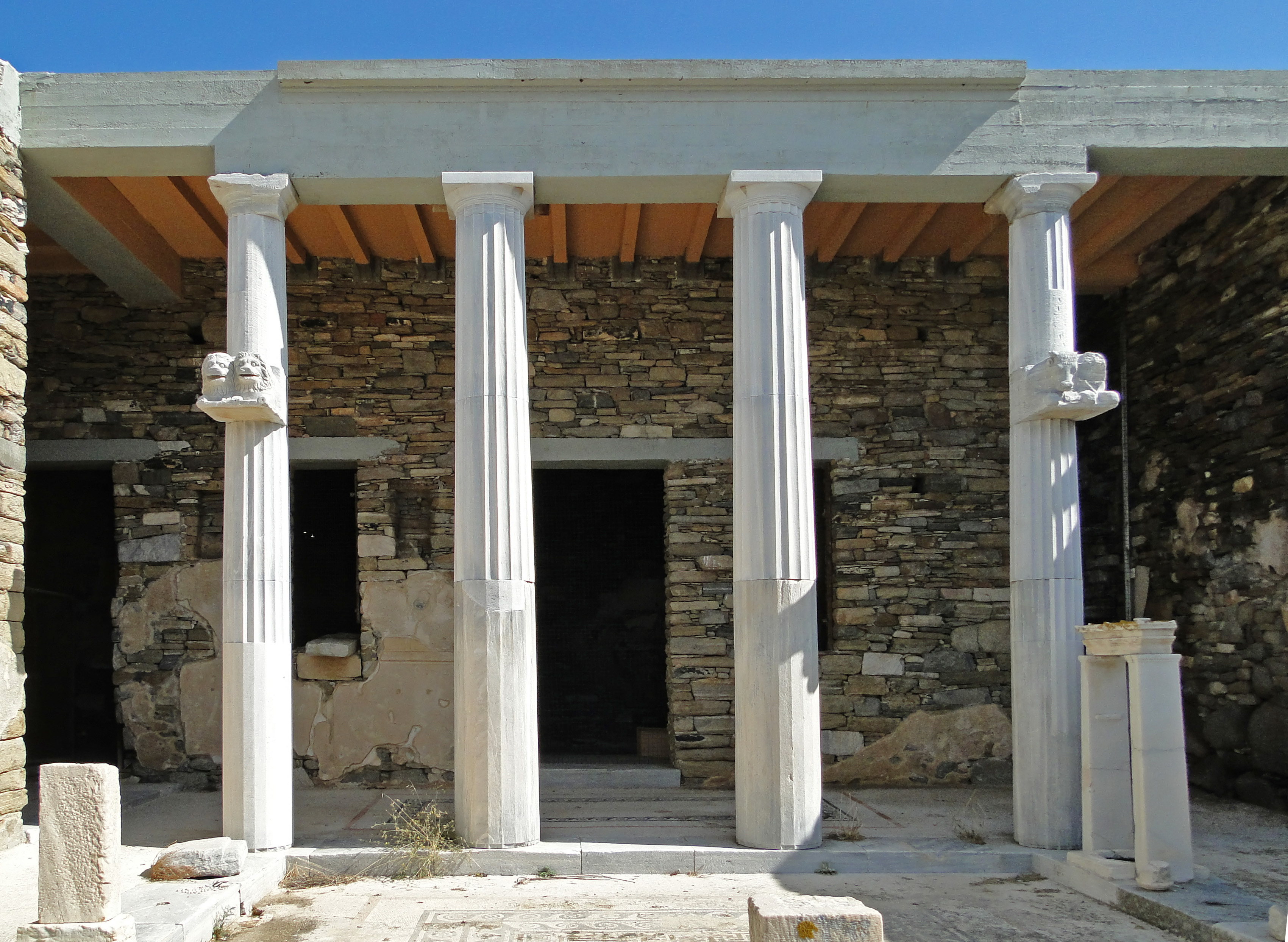
Ngôi nhà của cây đinh ba
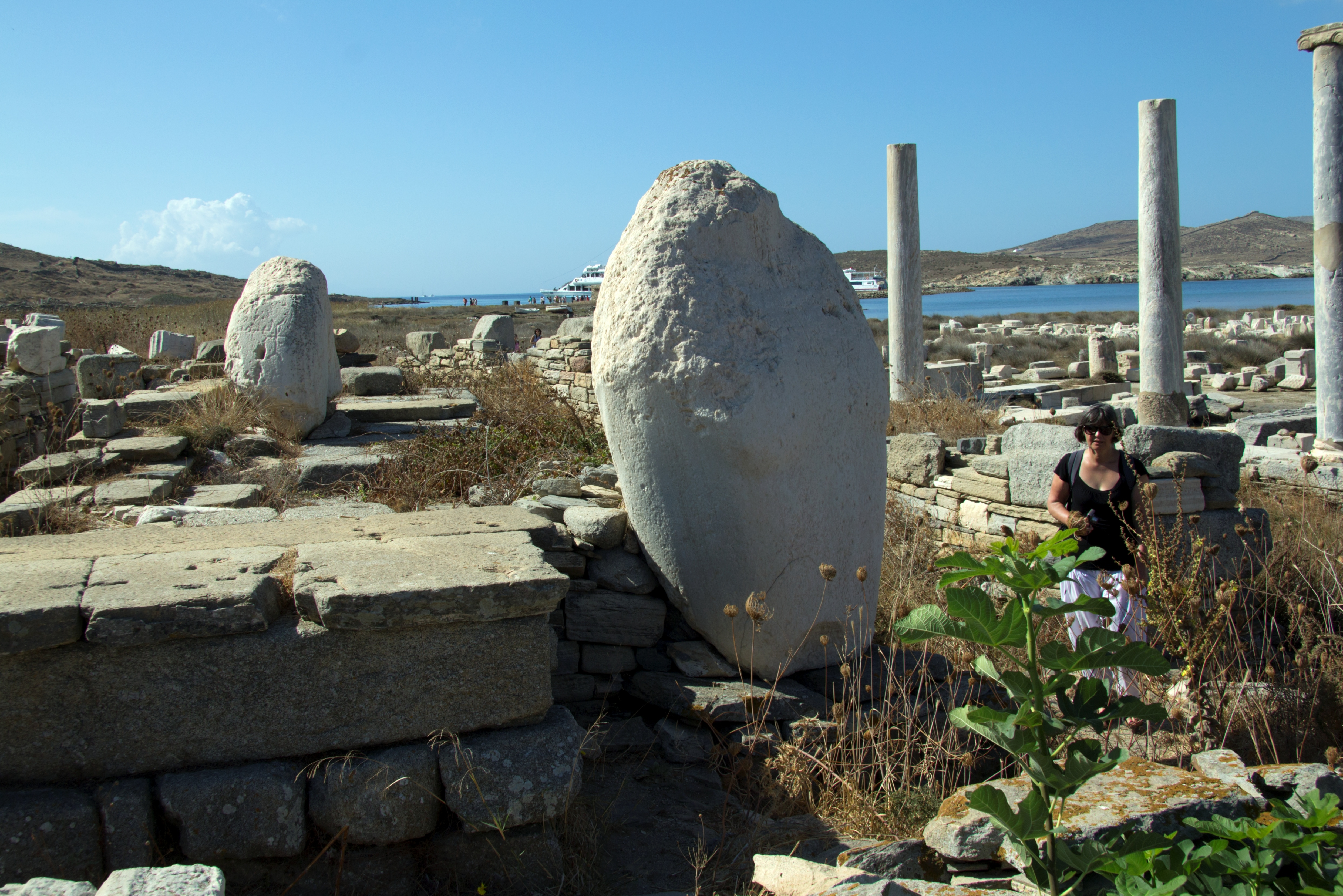
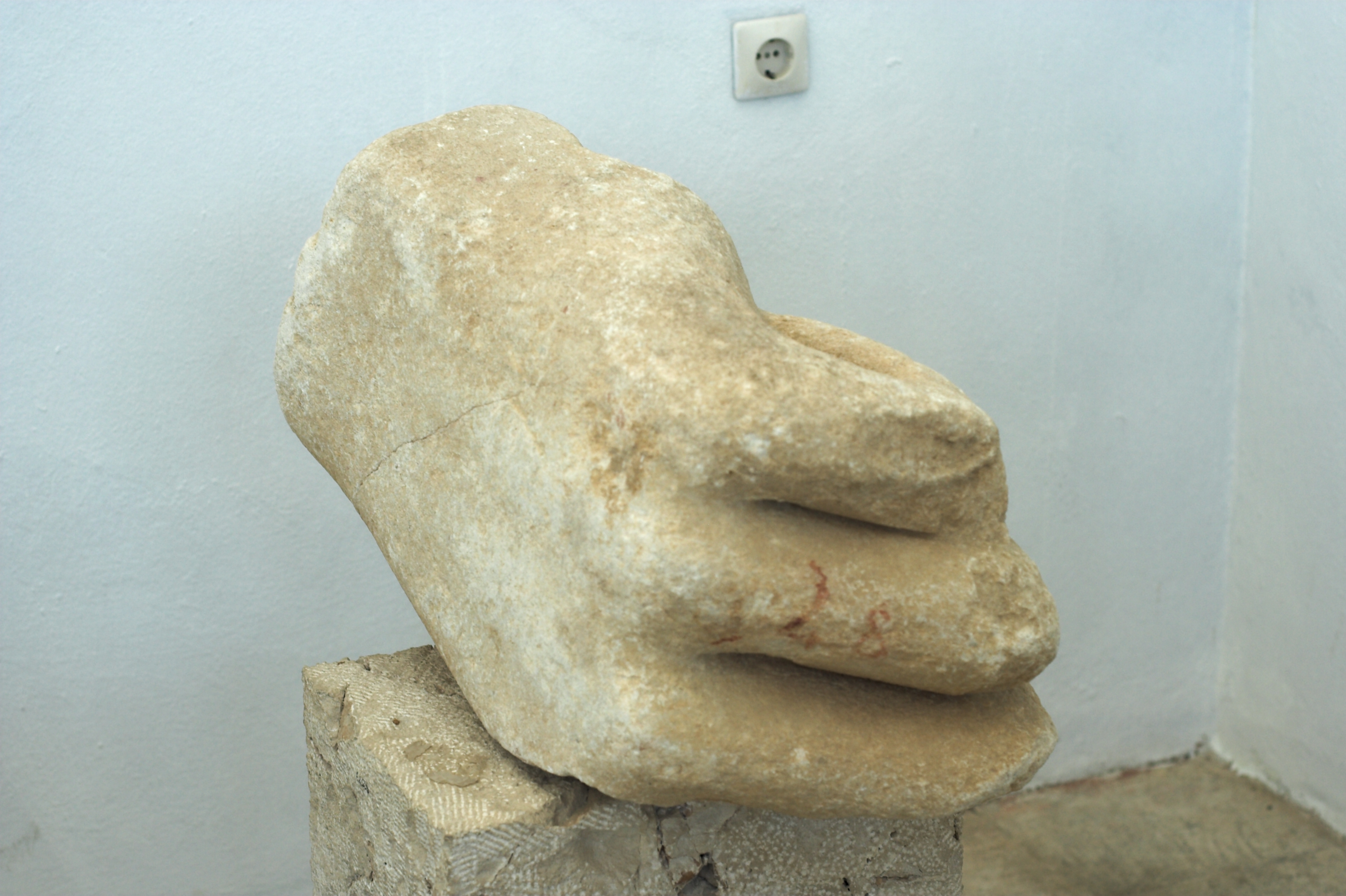
Bàn tay đá từ Colossus